# Himmerich
Der Himmerich (früher auch Hemmerich und Hummerich; im Volksmund auch „Riesenschiss“) ist ein 367,1 Meter hoher Berg auf dem sich an das Siebengebirge nach Süden anschließenden Rheinwesterwälder Vulkanrücken (Niederwesterwald).

## Geographie
Der Himmerich liegt etwa vier Kilometer östlich des Rheins zwischen der Stadt Bad Honnef im Westen und dem zum Stadtbezirk Aegidienberg gehörenden Ortsteil Himberg im Osten. Er ist die nordwestliche Anhöhe des sogenannten Dreiergipfels, der von Himmerich, Mittelberg und Broderkonsberg gebildet wird und die umgebende Hochfläche des Rheinwesterwälder Vulkanrückens um etwa 60 m überragt. Rund 35 Meter unterhalb des Gipfels befindet sich an der Südwestseite ein Plateau, von dem aus der Blick über ganz Bad Honnef, auf die Löwenburg, den Drachenfels und einige kleinere Berge des Siebengebirges freigestellt ist. Auf der Nordseite des Gipfels, einer Latitkuppe, ist der Berg aufgrund von Steinbruchaktivitäten aufgeschlossen.

## Geschichte

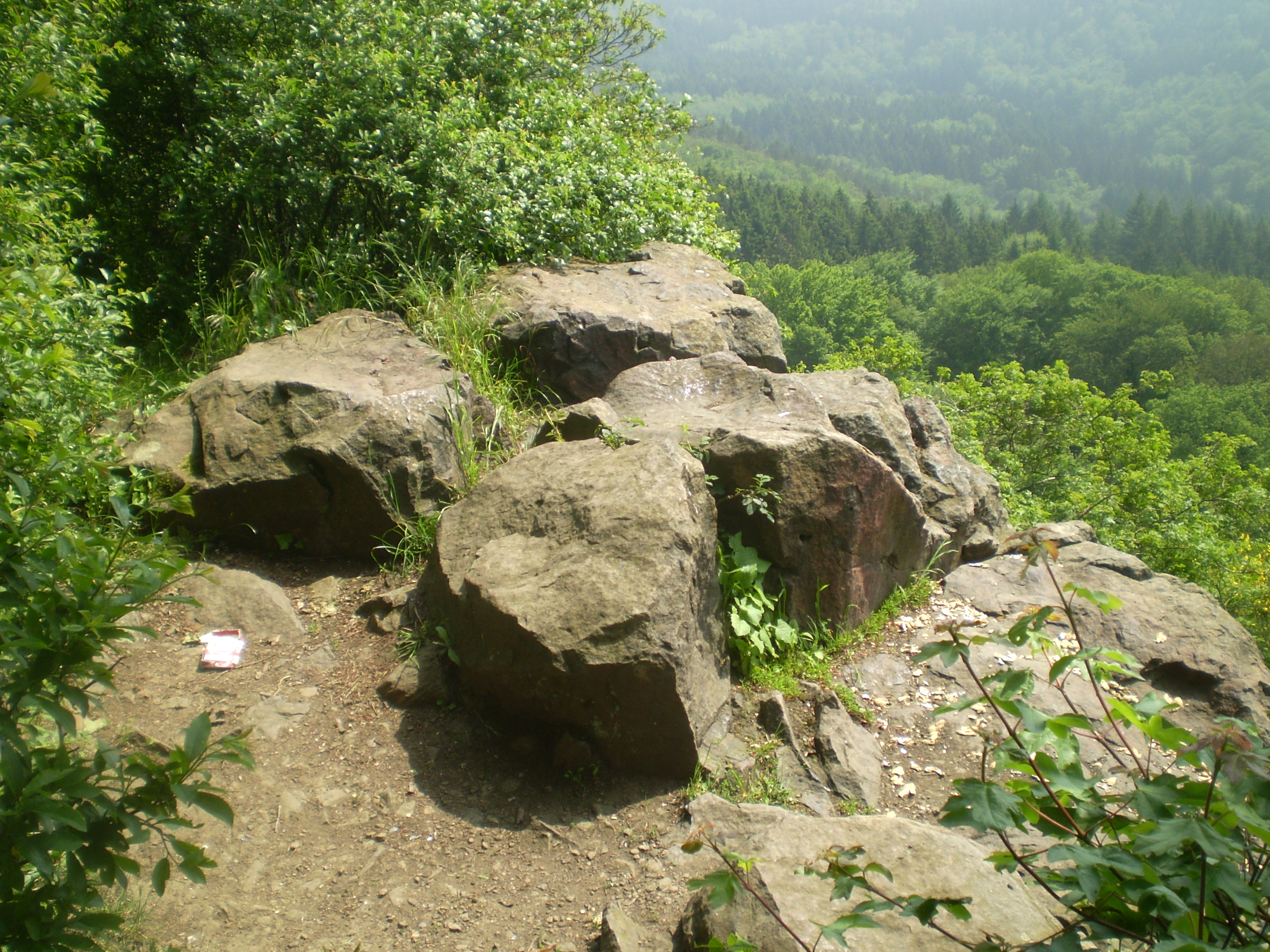
Gipfel des Himmerichs

Der Bergname wird als „Hirschkuhberg“ gedeutet und soll sich über Hindberg („Hinde“=Hirschkuh), Hinberg und Himberg (mundartlich „Himberich“) zu Himmerich entwickelt haben.
Der Latitabbau am Himmerich wurde im 19. Jahrhundert aufgenommen, im Jahr 1896 wurde er durch das Doloritwerk Himmerich betrieben. Abtransportiert wurde das gewonnene Material mittels eines Bremsbergs ins Mucher Wiesental, von dort aus führten bei Überwindung von 190 Höhenmetern zwei Seilbahnen mit einer Länge von insgesamt 1,15 Kilometern bis kurz vor Bad Honnef. Die Stilllegung des Steinbruchs am Himmerich erfolgte bereits im Jahre 1910. Im Februar 1920 pachtete die Ortsgruppe Köln-Brück des sozialdemokratisch orientierten Touristenvereins Naturfreunde eine ehemalige Steinbruchbaracke auf dem Himmerich, baute sie anschließend in Eigenarbeit der Mitglieder in eine Herberge für Wanderer um und weihte diese am 13. März 1920 ein. Sie beinhaltete zunächst zwei Übernachtungsräume mit 16 Betten und wurde ehrenamtlich betrieben; der Pachtvertrag wurde wenige Jahre später auf unbestimmte Zeit einschließlich eines – später eingelösten – Vorkaufsrechts verlängert, sodass die Herberge im Oktober 1924 um eine vom Verein in Köln-Deutz erworbene, mit dem Lkw auf den Himmerich transportierte und dort wiederaufgebaute zweistöckige Baracke mit sechs Übernachtungsräumen und 40 Betten erweitert werden konnte. Im selben Jahr verpachtete der Verein den Betrieb der Herberge. Ein Höchststand bei der Auslastung der Einrichtung wurde 1927 mit 6.623 Übernachtungen erreicht, zu Beginn der 1930er-Jahre ging sie bei einer gegenläufig dazu deutlich steigenden Zahl der Tagesgäste zurück. Nach der nationalsozialistischen Machtergreifung besetzten die SA und der Stahlhelm am 3. März 1933 die zwei Gebäude der Herberge, Ende März übernahm sie die SA und richtete dort eine ständige Wache ein.:205–207
In der Zeit des Nationalsozialismus war geplant, auf dem Gipfel des Himmerichs ein „Denkmal zur Erinnerung an die Separatistenabwehrkämpfe 1923“ (kurz „Separatistenabwehrdenkmal“) zu errichten. Pläne für ein solches Denkmal waren bereits Ende der 1920er-Jahre aufgekommen, wobei die Standortfrage zunächst ungeklärt blieb. Nach der Machtübernahme der Nationalsozialisten wurden die Pläne im Frühjahr 1933 forciert und konzentrierten sich auf die Gemeinden Honnef und Aegidienberg, die das Denkmal jeweils auf ihrer eigenen Gemarkung platziert sehen wollten. Kompromissvorschläge zur Aufstellung zweier Denkmäler in beiden Gemeinden verliefen im Sande, Ende Mai 1933 wurde unter Mitwirkung der preußischen Regierung der ursprünglich vom kommissarischen Honnefer Bürgermeister Behr ins Gespräch gebrachte Himmerich als Standort festgelegt.:252–261 Die vormaligen Gebäude des Vereins Naturfreunde, die zwischenzeitlich in den Besitz des preußischen Staates übergegangen waren, wurden wenig später für den Bau des Denkmals abgebrochen.:207
Die Gestaltung des Denkmals wurde unter einer Reihe von Künstlern ausgeschrieben. Der Siegerentwurf von Marianne Jovy sah ein 14 Meter hohes Kreuz auf dem durch eine Treppe zu erreichenden Gipfel vor und einen Versammlungsplatz auf dem unterhalb gelegenen Plateau. Am 15. Oktober 1933 fand die feierliche Grundsteinlegung mit Reichspropagandaminister Joseph Goebbels statt, die gleichzeitig zur „Zehnjahresfeier des gesamten Rheinlandes“ erklärt wurde. Es handelte sich um eines der ersten Ereignisse, bei denen Goebbels den am Vortag verkündeten Austritt des Deutschen Reichs aus dem Völkerbund kommentierte. Anlässlich der Feier wurde auch eine Straße vom Schmelztal bis zum Himmerich angelegt, von dort aus die Zufahrtsstraße nach Himberg ausgebaut und im Juni 1934 auch eine zweite Straße von Honnef aus durch das Mucherwiesental fertiggestellt. Die Pläne zur Aufstellung des Denkmals, die umstritten blieben und den Kölner Architekten Franz Brantzky zu einem Alternativentwurf in Form eines überdimensionalen germanischen Schwerts motivierten, wurden 1938 durch das Propagandaministerium aufgegeben, vorgeblich wegen mangelnder Eignung des Standorts und Finanzierungsproblemen.